# ベルリッツ コーポレーション
ベルリッツ コーポレーション（英語 Berlitz Corporation）は1878年に設立されたアメリカ合衆国の語学教育企業。ニュージャージー州プリンストンに本部を置く。従業数5983人。旧名 Berlitz International Inc.。
日本における子会社としてベルリッツ・ジャパン、その他各国に子会社を持つ。

## 歴史
Maximilian Berlitzによってロードアイランド州プロビデンスで1878年にBerlitz School of Languages として創業された。1880年にボストンで第2校を開く。
1914年までに米国、ヨーロッパ、ラテンアメリカ、アフリカの各地に教室を展開した。
1966年にCrowell, Collier & Macmillanに買収され、1993年に日本のベネッセコーポレーション（現・ベネッセホールディングス）のグループ会社となった。
オンライン授業を展開する競合他社との競争激化に加え、新型コロナウイルスの影響により、本企業が業績上における重しになっていたことを背景として、ベネッセホールディングスは2022年2月14日に本企業をカナダのILSCホールディングスが設立した特別目的会社に売却した。

## 事業
世界各国で企業や個人向けの語学・文化教育事業を運営する。対象とするのは英語、スペイン語、ドイツ語、フランス語、日本語、中国語、アラビア語など。

## テレビ番組
- 日経スペシャル カンブリア宮殿 これが世界で負ける、日本型の"男ビジネス"だ！ 世界で勝てる人材は、こう作れ！（2010年11月4日、テレビ東京）[9]